# Listă de scriitori etiopieni
Aceasta este o listă de scriitori etiopieni.

## A
- Ababa Haylemelekot
- Abba Bahrey
- Abbe Gubanna
- Afeworq Gebre Eyesus
- Agegnehu Engida
- Alemayehu Mogas
- Atnafseged Kidane

## B
- Birhanu Zerihun

## D
- Demese Tsege

## G
- Girmācchaw Takla Hāwāryāt

## H
- Haddis Alemayehu
- Hama Tuma
- Hiruy Walde Selassie

## I
- Innānu Āggonāfir

## K
- Kidist Bayelegne
- Kebbede Mikael
- Kebede Bekere

## M
- Makonnen Endalkatchew
- Mammo Wudneh
- Mengistu Lemma
- Michael Daniel Ambatchew
- Moges Kebede

## N
- Nega Mezlekia

## S
- Sahle Sellassie
- Salomon Deressa
- Sebhat Guèbrè-Egziabhér
- Seyfu Mattefarya

## T
- Taddele Gebre-Heywot
- Tadesse Liban
- Tekle Tsodeq Makuria
- Tessema Eshete
- Tsegaye Gabre-Medhin

## W
- Wolde Yohannes Wolde Ghiorgis

## Y
- Yoftahe Negusse

## Z
- Zera Yaqob
- Zara Yacoub